# Дино Раджа
Дино Раджа (на сърбохърватски: Дино Рађа) е бивш легендарен професионален баскетболист, национал на югославския и хърватски национален отбор по баскетбол.
Носител е на 2 сребърни олимпийски медала (1988 и 1992), двукратен европейски шампион (1989 и 1991) и сред най-успешните играчи в НБА, където се състезава в продължение на 4 години за тима на „Бостън Селтикс“ (1993 – 1997).

## Спортна биография
Роден е в Сплит, Хърватия, Югославия на 24 април 1967 година. Юноша е на местния клуб „Далвин“, за който играе в продължение на няколко години.
Първият му мъжки тим е „Югопластика“ (Сплит), с който доминира в местното първенство и прави фурор в европейските турнири, като на два пъти печели европейските клубни титли (1989 и 1990).
Става национал на Югославия и още през 1987 година печели Световното първенство за юноши през 1987 г. Носител е на 2 сребърни медала на Летните олимпийските игри в Сеул през 1988 г. (от Югославия) и през 1992 г. в Барселона (от Хърватия).
През 1989 г. е избран за избор №40 в драфта на НБА от тима на „Бостън Селтикс“. 22-годишният играч веднага изявява желание да замине за Бостън, „ако финансовите условия са добри“. Голямото му желание е да се присъедини към 3 негови колеги от югославския национален тим – Дражен Петрович, Владе Дивац и Жарко Паспал, които същото лято заиграват в НБА. Той обаче не може да се присъедини към отбора на „Селтикс“ поради претенции на тима на „Югопластика“, с които има договор до 1992 година. Целият случай бързо се превръща в продължила с месеци сага, която се следи в югославските медии. Старши треньорът на клуба Маликович дори публично чрез пресата призова югославската баскетболна асоциация за приемане на мерки, предпазващи играчите, по-млади от 26 години, да преминават в отбори от НБА.
След седмици на спорове за неговия статут Раджа се опитва да принуди „Югопластика“ да разтрогне договора му, като заминава за САЩ в началото на август 1989 г. и подписва договор със „Селтикс“, на стойност $ 500 000 според съобщенията в пресата. Виждайки ситуацията като ясен случай на незаконен договор с Бостън (подвеждането е от страна на неговия мениджър Ян Волк, който твърди, че договорът му с „Югопластика“ е като аматьор, т.е. по този начин е необвързващ), клубът от Сплит обявява, че няма да се откаже от борбата за неговите права.
Случаят е внесен в съда на щата Масачузетс, САЩ, търсейки съдебно разпореждане да се предотврати започването на игра на Раджа със „Селтикс“ с мотива, че разполагат с валидно и законно обвързващ договор с „Югопластика“. След подробно изслушване на 26 септември същата година, съдия Дъглас Уудлок отсъжда в тяхна полза и по този начин предотвратява дебюта му, планиран за 2 дни по-късно. Тъй като младокът вече физически е в Бостън, се изисква споразумение, за да го върнат. До средата на ноември 1989 г. „Югопластика“ и „Селтикс“ договорят условия, при които играчът се връща в Югославия, за да завърши сезона в Сплит, а договора му със „Селтикс“ влиза в сила от 1 юни 1990 г., за което е платена неназована сума на „Югопластика“, които от своя страна се съгласяват да намалят с 2 години договора му.
Въпреки това до 1993 г. играе в за отбора на италианския „Виртус“ (Рим).